# Biclavigera rufivena
Biclavigera rufivena es una especie de polilla perteneciente a la familia Geometridae. La especie fue descrita por primera vez por el entomólogo inglés William Warren en 1911, y se puede encontrar distribuido en Sudáfrica. El holotipo de la especie fue descrito en el entonces Estado Libre de Orange.

## Descripción
Es una polilla mediana con una envergadura de 34 milímetros (1,3 plg), sus alas blanquecinas con su borde costal de color amarillento, con puntos negros cortos y numerosos. Las venas de las alas son de color óxido. La cabeza, tórax y abdomen son también de color blanquecinos.